# Álfheim
Dans la mythologie nordique, Álfheim (« monde des Elfes », « pays des Elfes » en vieux norrois), Alfheim, Ljösalfheim, ou même Lightalfheim désigne deux endroits distincts : un des neuf mondes ou la demeure de Freyr.

## La résidence de Freyr
L’Edda poétique (Grímnismál, 5) rapporte que les dieux firent cadeau d'Álfheim à Freyr lorsqu'il perça sa première dent, selon une coutume encore vive en Islande (tann-fé). Cette version contredit toutefois le mythe de la guerre entre Ases et Vanes, à la fin de laquelle Freyr joue un rôle, vraisemblablement en tant qu'adulte.

## La résidence des elfes lumineux
Dans l’Edda de Snorri (Gylfaginning, 17), Álfheim est en revanche la résidence des elfes lumineux.
Malgré l'identité des noms, il n'existe aucune relation connue entre Freyr et les Alfes.

## Dans la culture populaire
- Dans le light novel et anime Sword Art Online, la seconde partie se situe dans un autre jeu vidéo, ALfheim Online, qui est un jeu de rôle dont les personnages sont des fées.
- Dans le jeu vidéo Age of Mythology, alfheim est un type de carte fait de forêts et de falaises.
- Dans le MMORPG Ragnarök Online, une ville nommée Lighthalzen tient son nom de ce monde (qui est un dérivé de Lighthalfheim).
- Dans les jeux vidéo God of War et God of War Ragnarök, une partie du jeu se déroule à Álfheim.
- Dans le jeu mobile Fire Emblem Heroes, l'histoire du livre IV se déroule partiellement en Ljósálfheimr.
- Dans le jeu vidéo VR, Walkabout Mini Golf, un terrain téléchargeable se déroule à Alfheim.